# Marcus Becker
Marcus Becker (* 11. September 1981 in Merseburg, DDR) ist ein ehemaliger deutscher Kanute.
Becker gewann bei den Kanuslalom-Weltmeisterschaften 2003 in Augsburg den Titel. Der Sportler des Böllberger SV Halle wurde bei den Olympischen Spielen 2004 in Athen Silbermedaillengewinner im Zweier-Canadier (C2). Bei den Kanuslalom-Weltmeisterschaften 2007 in Foz do Iguaçu wurde er mit Stefan Henze im C2 Vierter. Wegen eines Bandscheibenvorfalls musste Becker im November 2009 operiert werden. Die Kanuslalom-Weltmeisterschaften 2011 musste er wegen eines erneuten Bandscheibenvorfalls absagen. 2012 erklärten Becker und Henze ihren Rückzug aus dem Leistungssport.